# Хенераль-Рока (Рио-Негро)
Хенераль-Рока (исп. General Roca) — город и муниципалитет в департаменте Хенераль-Рока провинции Рио-Негро (Аргентина), административный центр департамента. Город и департамент названы в честь генерала Хулио Архентино Рока, осуществившего «Завоевание пустыни».

## История
1 сентября 1879 года полковник Лоренсо Винттер основал в этом месте форт «Хенераль-Рока». Пять лет спустя была проведена кадастровая разметка территории для сельскохозяйственных нужд, и военная оккупация превратилась в сельскохозяйственную колонизацию. Был проведён канал от реки Неукен, и здесь стали селиться иммигранты из Франции и Германии.
Сильное наводнение 1899 года заставило в 1907 году перестроить и модифицировать ирригационный канал, который в 1921 году был подсоединён к национальной ирригационной сети. По распоряжению полковника Роде поселение также было перенесено на 5 км к западу от его первоначального местоположения. В 1900 году оно насчитывало 200 домов.
Железнодорожная станция изначально была построена на месте, заброшенном в результате наводнения; современная станция была построена в 1931 году, а первоначальная оставлена для нужд грузовых перевозок.
В 1912 году был организован муниципалитет и начала выходить газета «Río Negro».